# Śrubki (album)
Śrubki – pierwszy album grupy Śrubki, założonej przez Michała Jurkiewicza. Wydany 22 lutego 2010 przez Mystic Production. Premiera płyty odbyła się na stacji Jędrzejów Wąskotorowy, gdzie odbył się minikoncert, premierowy przejazd motodrezyną, która została specjalnie skonstruowana na tę okoliczność oraz wycieczka po trasie Świętokrzyskiej Kolejki Dojazdowej „Ciuchcia Expres Ponidzie” (w planie do Pińczowa, jednak zakończona w okolicach granic miasta, z powodu wykolejonego pługu).
Wcześniejsza koncertowa premiera odbyła się 28 listopada 2009 w Collegium Polonicum w Słubicach podczas 6. Międzynarodowego Festiwalu Piosenki Autorskiej transVOCALE. Przed koncertem rozdawany był singel zwiastujący płytę (zawierający utwory "Kołysanka", "Kolejowy szlak" oraz "Z wysokiego nieba").

## Lista utworów
(Źródło:)
| 1.  | "Kolejowy szlak"                                                            | 4:07  |
|     | muzyka: Michał Jurkiewicz; słowa: Michał Jurkiewicz, Krzysztof Napiórkowski |       |
| 2.  | "Pociąg z moich snów"                                                       | 4:57  |
|     | muzyka: Michał Jurkiewicz; słowa: Michał Jurkiewicz                         |       |
| 3.  | "Jak kochać to namiętnie" (śpiewa: Grzegorz Turnau)                         | 3:40  |
|     | muzyka: Michał Jurkiewicz; słowa: Jan Brzechwa                              |       |
| 4.  | "Nasza podróż" (śpiewa: Zbigniew Wodecki)                                   | 4:06  |
|     | muzyka: Michał Jurkiewicz; słowa: Michał Jurkiewicz                         |       |
| 5.  | "Zygmunt albo Hans"                                                         | 3:55  |
|     | muzyka: Michał Jurkiewicz; słowa: Michał Jurkiewicz                         |       |
| 6.  | "Kołysanka" (śpiewają: Kuba Badach, Dorota Miśkiewicz)                      | 4:11  |
|     | muzyka: Michał Jurkiewicz; słowa: Michał Jurkiewicz                         |       |
| 7.  | "Pamięci stacji Rzeszów Osiedle"                                            | 3:42  |
|     | muzyka: Michał Jurkiewicz                                                   |       |
| 8.  | "Międzyplanetarny rejs" (śpiewa: Kuba Badach)                               | 4:45  |
|     | muzyka: Michał Jurkiewicz; słowa: Michał Jurkiewicz                         |       |
| 9.  | "Z wysokiego nieba"                                                         | 4:58  |
|     | muzyka: Michał Jurkiewicz; słowa: Michał Jurkiewicz                         |       |
| 10. | "Upojony"                                                                   | 4:10  |
|     | muzyka: Michał Jurkiewicz; słowa: Michał Jurkiewicz, Krzysztof Napiórkowski |       |
| 11. | "Tylko bądź" (śpiewa: Kuba Badach)                                          | 4:06  |
|     | muzyka: Michał Jurkiewicz; słowa: Joanna Kondrat                            |       |
| 12. | "Niebo jest tutaj"                                                          | 5:08  |
|     | muzyka: Michał Jurkiewicz; słowa: Sabina Stępień, Michał Jurkiewicz         |       |
| 13. | "Parowy pociąg"                                                             | 2:58  |
|     | muzyka: Michał Jurkiewicz; słowa: Michał Jurkiewicz                         |       |
|     |                                                                             | 54:43 |
|     |                                                                             |       |

## Personel
(Źródło:)

### Śpiewają
- Grzegorz Turnau (3)
- Kuba Badach (6, 8, 11)
- Ola Królik (2, 11)
- Dorota Miśkiewicz (6, 10, 11)
- Zbigniew Wodecki (4)
- Małgorzata Markowska (1, 12)
- Agnieszka Jurkiewicz (9, 13)
- Michał Jurkiewicz (1, 2, 5, 9, 10, 13)

### Grają
- Michał (śrubka) Jurkiewicz – fortepian (1, 3, 4, 6, 9, 10, 13), organy Hammonda (1, 4, 9, 12), Fender Rhodes (2, 4, 5, 8, 10, 11, 12), instrumenty klawiszowe (1, 2, 4, 5, 6, 10, 11, 12), altówka (1, 3, 6, 8, 12)
- Jacek Królik – gitary (1, 2, 4, 5, 6, 8, 9, 10, 12, 12), dobro (4, 6)
- Łukasz Adamczyk – gitara basowa (2, 5, 7, 8, 9, 10, 11, 13)
- Leszek Szczerba – saksofony (1, 2, 3, 5, 6, 7, 8, 10, 12)
- Wojtek Fedkowicz – perkusja (2, 4, 5, 6, 8, 9, 11)
- Sławomir Berny – perkusja (1), instrumenty perkusyjne (1, 2, 4, 5, 6, 8, 9, 10, 11, 12)
- Robert Szczerba – puzon (2, 3, 5, 8)
- Agnieszka Jurkiewicz – flet (1, 12)
- Józef Michalik – kontrabas (1, 3), gitara basowa (12)
- Jakub Puch – trąbka

### Chórek
- Ola Królik (6, 10, 11)
- Małgorzata Markowska (1, 2, 5, 6, 8, 9, 12)
- Paulina Kujawska (4, 5, 8, 12)
- Monika Wołowczyk (6, 12)
- Jagoda Stach (12)
- Grzegorz Sieradzki (1, 2, 4, 5, 6, 8, 9, 12)

### Zespół smyczkowy „Chyżość”
(1, 3, 6, 8, 12)
- skrzypce: Paweł Futyma, Ania Górecka, Ola Honcel, Mateusz Jędrysek, Paweł Słoniak, Iga Lis
- altówki: Paweł Rychlik, Michał Jurkiewicz
- wiolonczele: Michał Świstak, Monika Bieda, Iza Krzywdziak

### Gościnnie
- Jacek Fedkowicz – fretless (4, 6)
- Wiesław Jamioł – perkusja (3)
- Marek Olma – perkusja (12)
- Tomasz Wertz – perkusja (10)
- Michał Bylica – trąbka (2, 3, 5, 8)
- Agnieszka Grela – harfa (6, 7)
- Paweł Pietruszka – klarnet (1),
- Chór „Fanfara” (12): Agnieszka Chorążak, Mariola Gruza, Joanna Gwiazdowska, Agnieszka Jurkiewicz, Gabriela Klimiec, Małgorzata Markowska, Waleria Skiba, Natalia Sopata, Sylwia Szczerba, Paweł Dachowski, Stanisław Drużkowski, Bartek Pollak, Grzegorz Sieradzki.
- Chórek specjalny (5): Dylu, Leszek Szczerba, Michał Jurkiewicz

### Oraz
- Aranżacje, produkcja muzyczna: Michał Jurkiewicz
- współpraca produkcyjna: Jacek Królik, Łukasz Adamczyk, Darek Grela
- realizacja dźwięku: Darek Grela – Nieustraszeni Łowcy Dźwięków, Winicjusz Chróst – Chróst Studio, Mikołaj Blajda, Bartek Magdoń – staYnia studio.
- miks: Rafał Smoleń – Sound and More
- mastering: Jacek Gawłowski, Rafał Smoleń
- zdjęcia na okładce: Joanna Kondrat, Bartek Magdoń, Bartek Siedlik, Michał Jurkiewicz
- projekt okładki: Damian Styrna